# Yorkville, Illinois
Yorkville là một thành phố thuộc quận Kendall, tiểu bang Illinois, Hoa Kỳ. Năm 2010, dân số của thành phố này là 16921 người.

## Dân số
Dân số qua các năm:
- Năm 2000: 6189 người.
- Năm 2010: 16921 người.